# Імам Дагестану та Чечні
Імам Дагестану та Чечні — духовний лідер національно-визвольного руху на території Північного Кавказу, вища особа Північно-Кавказького імамату.

## Імами Дагестану
- Шейх Мансур — перший імам Кавказу[1][2][3], керівник народно-визвольного руху горян Північного Кавказу 1785—1791 років.
- Газі-Мухаммад — імам Дагестану[4], засновник Північно-Кавказького імамату .
- Гамзат-бек — імам Дагестану[5] .
- Шаміль — імам Північного Кавказу, імам Дагестану та Чечні, лідер Північно-Кавказького імамату у першій половині XIX століття.
- Тоза Акмурзаєв — ватажок північно-кавказьких повстанців, імам Північного Кавказу, імам Чечні та Дагестану у 1865—1866 роках. Керівник повстання 1865 року у Чечні[6].
- Мухаммад-Хаджі Согратлінський — військовий і духовний лідер Дагестану, один з головних учасників повстання в 1877 в Чечні і Дагестані під керівництвом імама Алібеком-Хаджі Зандакського (1877—1878).
- Алібек-Хаджі Алдамов — керівник повстанців Північного Кавказу, імам Північного Кавказу, ватажок повстання 1877—1878 років у Дагестані та Чечні[6].
- Нажмудін Гоцінський — муфтій союзу об'єднаних горців Північного Кавказу, один із лідерів контрреволюційного повстання на Кавказі, воював проти Червоної армії разом зі своїм найближчим соратником, еміром Північнокавказького Емірату — Узун-Хаджі Салтінським.
- Узун-Хаджі Салтинський — емір Північного Кавказу, дагестанський релігійний і політичний лідер, емір Північно-Кавказького емірату.

## Імами Чечні
- Шейх-Мансур — перший імам Північного Кавказу та Абхазії[7][8][9], керівник народно-визвольного руху горян Північного Кавказу в 1785—1791 роках[8].
- Абдурахман Герменчукський — лідер національно-визвольного руху в Чечні[10][11][12][13], один з лідерів боротьби чеченського народу проти колоніальної політики царської Росії в 1820-1830-х роках[12][14].
- Шейх Абдул-Кадир Герменчукський — чеченський військовий та релігійний діяч, імам Чечні, ісламський богослов, на початку 1822 року очолив цілу низку чеченських спільнот у боротьбі проти царської окупації[15].
- Авко Унгаєв — імам Чечні в 1824—1825 роках, один з великих діячів повстання 1825 року[16][17].
- Бейбулат Таймієв — керівник національно-визвольного руху в Чечні в 1802—1832 роках[18].
- Уді-Мулла — чеченський військовий і державний діяч періоду Кавказької війни 1817—1864, полководець і мусульманський проповідник[19][20].
- Чулик Гендергеноєв — чеченський військовий і політичний діяч кінця XVIII — початку XIX століть.
- Ісмайлін Дуда — військовий та політичний лідер Чечні, першої половини XIX століття, полководець.
- Ташев-Хаджі — імам Чечні, керівник національно-визвольного руху в Чечні в 1832—1840 роках[21].
- Іса Гендергеноєвський — керівник національно-визвольного руху в Чечні 1836—1845 років.
- Імам Шаміль — другий імам Північного Кавказу в 1840—1859 роках.
- Байсангур Бенойський — імам Чечні (Ічкерія, Аргунський округ, Гірська Чечня) у 1859—1861 роках.
- Тоза Акмурзаєв — керівник північно-кавказьких повстанців, імам Північного Кавказу, імам Чечні та Дагестану в 1865—1866 роках[22][6]. Керівник повстання 1865 року у Чечні.
- Алібек-Хаджі Алдамов — ватажок повстанців на Північному Кавказі, імам Північного Кавказу в 1877—1878 роках[23].
- Узун-Хаджі Салтинський — емір Північного Кавказу, дагестанський релігійний і політичний лідер, емір Північно-Кавказького емірату.
- Моца Шуанінський (1932) —  Голова повстання в Чечні 1932 року[24].